# Brăviceni, Orhei
Brăviceni este un sat din raionul Orhei, situat în centrul țării nu departe de codrii Orheiului, în lunca râului Răut. Localitatea este atestată  din anul 1569.
Satul Brăviceni se află la o distanță de 17 km de centrul raional Orhei și la o distanță de 67 km de centrul municipiului Chișinău. Se mărginește cu satele Mălăiești, Breanova, Mitoc, Cișmea, Zorile.

## Populație
Populația este de 2081 locuitori, inclusiv de la vârsta de 0-18 ani 475 persoane, vârsta de 18-40 de ani 771 persoane, 41-65 de ani 647 persoane, 66-75 ani 130 persoane, 76-90 de ani 58 de persoane. În ultimii trei ani natalitatea constituie 25-28 copii, mortalitatea constituie 25-27 persoane.
Numărul locuințelor este de 710, iar al gospodăriilor casnice constituie 816. Suprafața totală a localității constituie 3.063 ha, inclusiv:
- 1.827 ha de terenuri agricole,
- 241 ha de pășune,
- 32 ha de pădure, care aparține UAT Brăviceni,
- 32 de ha de pădure proprietate privată,
- 41 ha de vii,
- 24 ha de livezi.

## Agenți economici
Potențialul satului Brăviceni este agricultura, prelucrarea și producerea produselor lactate, prelucrarea și producerea mezelurilor, cultivarea și realizarea fructelor și legumelor, creșterea și realizarea cărnii de iepure.
Pe teritoriul satului Brăviceni activează mai mulți agenți economici:
- SRL „VC-SATURN-13”;
- SRL „BRALAZCOM”;
- CP „MEZELBRAV”;
- CC „Pasărea Albă”;
- CP „Furaj-Lact”
- Cooperativa de deservire și reparație a automobilelor.
- 6 magazine alimentare.
- Un magazin de materiale de construcții.
- 6 întreprinderi mijlocii, care se ocupă cu creștere și realizarea producției agricole vegetale si animaliere.
- Întreprindere mică de confecționare a gardurilor decorative.
- 1.118 gospodării țărănești.

## Educație
Sistemul educațional este asigurat de Gimnaziul Brăviceni și grădinița de copii Albinuța. La gimnaziu învață 177 de elevi, dintre care în clasele 1-4 sunt 88 elevi și  în clasele 5-9 sunt  89 de elevi; corpul didactic al gimnaziului numără 15 profesori.
Grădinița de copiii activează 9 ore 5 zile pe săptămână, funcționează patru grupe numărul total de copiii este de 101, în procesul de educație sunt încadrați 18 persoane, printre care 5 educatori, directorul grădiniței, lucrătorul muzical, sora medicală.
Biblioteca publică Brăviceni, activează în cadrul proiectului NOVATECA; în prezent la bibliotecă sunt conectate la rețeaua globală 5 calculatoare. Biblioteca este dotată cu necesarul de manuale didactice și artistice, fondul de carte constituie 4996, pe parcursul anului 2015 au fost efectuate 8068 de împrumuturi de carte și 10184 de vizite, zilnic biblioteca este frecventată de elevii de la gimnaziu, persoane care nu au conectare la internet.

## Administrație locală
Componența Consiliului local Brăviceni (11 consilieri), ales la 5 noiembrie 2023, este următoarea:
|  | Partid                                       | Consilieri | Componență | Componență | Componență | Componență | Componență | Componență |
|  | -------------------------------------------- | ---------- | ---------- | ---------- | ---------- | ---------- | ---------- | ---------- |
|  | Partidul Acțiune și Solidaritate             | 6          |            |            |            |            |            |            |
|  | Partidul Social Democrat European            | 4          |            |            |            |            |            |            |
|  | Partidul Socialiștilor din Republica Moldova | 1          |            |            |            |            |            |            |

La primăria Brăviceni sunt angajate 9 persoane, inclusiv 4 funcționari publici. Funcționează 5 calculatoare conectate la internet. În anul 2012 s-au schimbat ușile și ferestrele; proiect în valoare de 99560 lei achitați de către Ministerul Finanțelor. În 2014 s-a schimbat acoperișul și a fost efectuată reparația cosmetică a clădirii în valoare de 175000 lei; proiectul a fost implementat cu suportul Consiliului Raional Orhei și al primăriei.

## Infrastructura socială
Casa de cultură are 400 de locuri; cu 6 ani în urmă s-a făcut reparația capitală a clădirii, s-au procurat scaune noi, s-a schimbat decorul. La moment activează două grupe folclorice, ansamblul de fluieriști. Participă la toate manifestațiile artistice raionale și republicane.
Centrul medicilor de familie în număr de 6 persoane oferă  servicii pentru 100 de vizitatori zilnic. Dorința locuitorilor este de a deschide un cabinet stomatologic. Cu suportul primăriei care a alocat 50000 lei au fost schimbate ușile și ferestrele.
Biserica cu hramul  Sf. Onufrie a fost construită în anul 1859 de către boierul polonez Dobrovolschi. În anul 2004 s-a făcut reparație capitală la biserică. Satul Brăviceni sărbătorește hramul pe data de 27 octombrie, de Sfântă Paraschiva.
Lungimea totală a rețelei locale de distribuție a apei potabile la momentul de față este de 7,2 Km. În luna octombrie 2015 a avut loc tenderul pentru „Construcția sistemului de aprovizionare cu apă și canalizare”, în luna noiembrie s-au început lucrările de construcție a sistemului de aprovizionare cu apă și canalizare. Costul total al proiectului finanțat de către Ministerul Mediului și contribuția comunității este de 43199416 lei; până la moment s-au efectuat lucrări în sumă de 1000000 lei. La conducta de apă în prezent sunt conectate 227 gospodării, grădinița de copii, centrul de sănătate, gimnaziul, centrul social Concordia, primăria.
La conducta de gaz este conectată grădinița, gimnaziul, fabrica de lapte, sunt conectate 16 gospodării casnice.
Sunt asfaltate 16,7 km de drum. În 2014-2015 au fost construite în variantă albă 1,2 km; aceste lucrări în valoare de 521000 lei au fost finanțate  de către Ministerul transporturilor.
La rețeaua de telefonie fixă sunt conectate 485 de gospodării; 170 de gospodării sunt conectate la Internet prin telefonia fixă.
Pe teritoriul satului este televiziune prin cablu la care sunt conectate 76 de gospodării.
Guvernul Poloniei a dotat cu utilaj minifabrica de prelucrare a laptelui, secția de producere a salamului; au fost construite 2 sere pentru creșterea răsadului și a legumelor, a fost instalat utilajul necesar pentru o fermă de creșterea iepurilor; o fermă de oi a fost dotată cu 2 aparate de muls mecanic și un frigider; a fost construit un frigider pentru păstrarea fructelor și legumelor. A fost construit sistemul de epurare biologică la grădiniță, primărie, gimnaziu, centrul de sănătate, centrul social Concordia. În anul 2014 au fost instalate 20 de lămpi VOLFAICE.
Cu suportul Consiliului Raional și a primăriei s-a efectuat iluminarea stradală pe o lungime de 4,5 km; suma totală a proiectului este de 100456 lei
În anul 2008 cu suportul FISM au fost schimbate ușile și ferestrele la gimnaziu. Costul proiectului a fost de 268560 lei. La grădiniță în 2012 au fost schimbate ușile și ferestrele; costul proiectului, achitat de FISM, a fost de 186530 lei. Cu suportul României în anul 2015 au fost pavate trotuarele, s-au reparat pavilioanele, s-a construit gardul și poarta; costurile s-au ridicat la 370000 lei.
În sat mai funcționează centrul social CONCORDIA care prestează servicii pentru persoanele singuratice din sat, familiile vulnerabile, ajută elevii din gimnaziu.
Luând în considerație că pe teritoriul primăriei activează mai mulți agenți economici, populația din sat își găsește cu ușurință pe parcursul anului, dar mai ales în perioada de vară, un loc de muncă.

## Strategii de dezvoltare
Gimnaziul Brăviceni activează în casa de cultură; nu avem sală sportivă, dar necătând la aceste neajunsuri elevii care se ocupă la școala sportivă de lupte greco-romane dau dovadă de rezultate bune la competițiile republicane și europene.  Sperăm cu ajutorul Guvernului României să construim o sală sportivă la gimnaziu.
În prezent este necesar de a schimba acoperișul la grădiniță, gimnaziu, centrul de sănătate și casa de bătrâni, care are peste 40 de ani.
În urma implementării proiectului de construcție a sistemului de aprovizionare cu apă și canalizare toate drumurile din sat necesită reparație.
Primăria împreună cu consiliul local și agenții economici din teritoriu depun eforturi pentru a atrage mai multe investiții din exterior, prin colaborare strânsă cu Consiliul Raional. Mizăm mult pe o colaborare fructuoasă de mai departe cu Guvernul Poloniei, pentru a  deschide mai multe întreprinderi mici pentru a pune la dispoziție  mai multe locuri de muncă.